# Communauté de communes de la Région de Vertus
La communauté de communes de la Région de Vertus est une ancienne communauté de communes française, située dans le département de la Marne et la région Grand Est.

## Historique
La communauté de communes a été créée par arrêté préfectoral du  29 décembre 1994, transformant l'ancien SIVOM de la région de Vertus   créé en 1974, qui était notamment compétente en matière d'adduction d'eau, de transports scolaires et de collecte des déchets.
En 2003, la CCRV accueille sa 26e commune, Oger.
Conformément aux prévisions du schéma départemental de coopération intercommunale (SDCI) de la Marne du 15 décembre 2011,,, les communes : 
- d’Athis, qui n'était membre d'aucune intercommunalité ;
- de Moslins, antérieurement membre de la communauté de communes des Trois Coteaux ;
- et de Pocancy, antérieurement membre de la communauté de communes de Jâlons ;

ont intégré le 1er janvier 2014 la Communauté de communes de la région de Vertus.
Conformément aux prévisions du schéma départemental de coopération intercommunale (SDCI) de la Marne du 30 mars 2016, la communauté de communes fusionne le 1er janvier 2017 avec la communauté de communes Épernay Pays de Champagne au sein de la communauté d'agglomération Épernay, Coteaux et Plaine de Champagne.

## Territoire communautaire

### Composition
Elle était composée de 29 communes, dont la principale est Vertus :
| Nom                            | Code Insee | Gentilé                  | Superficie (km2) | Population (dernière pop. légale) | Densité (hab./km2) |
| ------------------------------ | ---------- | ------------------------ | ---------------- | --------------------------------- | ------------------ |
| Vertus (siège)                 | 51612      | Vertusiens               | 35,68            | 2 407 (2014)                      | 67                 |
| Athis                          | 51018      |                          | 16,88            | 856 (2014)                        | 51                 |
| Bergères-lès-Vertus            | 51049      | Bergeronnets             | 18,28            | 618 (2014)                        | 34                 |
| Chaintrix-Bierges              | 51107      | Chaintriots et Biergeois | 10,31            | 321 (2014)                        | 31                 |
| Chaltrait                      | 51110      |                          | 6,69             | 63 (2014)                         | 9,4                |
| Clamanges                      | 51154      | Clamangeots              | 23,59            | 221 (2014)                        | 9,4                |
| Écury-le-Repos                 | 51226      | Écuriots                 | 9,96             | 66 (2014)                         | 6,6                |
| Étréchy                        | 51239      |                          | 6,64             | 114 (2014)                        | 17                 |
| Germinon                       | 51268      | Germinonais              | 19,61            | 174 (2014)                        | 8,9                |
| Gionges                        | 51271      | Giongeois                | 10,75            | 213 (2014)                        | 20                 |
| Givry-lès-Loisy                | 51273      | Givryats                 | 5,05             | 83 (2014)                         | 16                 |
| Loisy-en-Brie                  | 51327      | Mamains                  | 15,09            | 209 (2014)                        | 14                 |
| Le Mesnil-sur-Oger             | 51367      | Mesnilois                | 7,91             | 1 150 (2014)                      | 145                |
| Moslins                        | 51387      | Moslinois                | 11,72            | 310 (2014)                        | 26                 |
| Oger                           | 51411      | Ogiats                   | 15,06            | 583 (2014)                        | 39                 |
| Pierre-Morains                 | 51430      |                          | 13,44            | 97 (2014)                         | 7,2                |
| Pocancy                        | 51435      | Pontcanciens             | 26,93            | 168 (2014)                        | 6,2                |
| Rouffy                         | 51469      | Rouffiots                | 5,69             | 113 (2014)                        | 20                 |
| Saint-Mard-lès-Rouffy          | 51499      | Saint-Mariots            | 6,90             | 166 (2014)                        | 24                 |
| Soulières                      | 51558      | Soulièrats               | 6,04             | 139 (2014)                        | 23                 |
| Trécon                         | 51578      | Tréconniers              | 12,45            | 75 (2014)                         | 6                  |
| Val-des-Marais                 | 51158      |                          | 39,85            | 566 (2014)                        | 14                 |
| Vélye                          | 51603      | Velytiots                | 10,68            | 177 (2014)                        | 17                 |
| Vert-Toulon                    | 51611      | Vérats                   | 22,04            | 297 (2014)                        | 13                 |
| Villeneuve-Renneville-Chevigny | 51627      | Villeneuviots            | 17,17            | 312 (2014)                        | 18                 |
| Villers-aux-Bois               | 51630      | Villerois                | 5,11             | 324 (2014)                        | 63                 |
| Villeseneux                    | 51638      | Villesenentais           | 25,86            | 241 (2014)                        | 9,3                |
| Voipreux                       | 51651      | Voipreutiots             | 4,32             | 231 (2014)                        | 53                 |
| Vouzy                          | 51655      | Vouziots                 | 9,44             | 294 (2014)                        | 31                 |

### Démographie
| 2009   | 2012   | 2014   |
| ------ | ------ | ------ |
| 10 486 | 10 560 | 10 588 |

### Sites naturels
- Le Mont-Aimé à Bergères-les-Vertus. Butte-témoin culminant à 240 m d'altitude, le Mont-Aimé est propice aux balades avec quatre circuits de découverte et une table d'orientation offrant un panorama sur la Côte des Blancs.
- La Réserve naturelle des Pâtis d'Oger et du Mesnil-sur-Oger. Cet espace naturel classé comporte plus de 300 mares temporaires et permanentes sur 130 hectares de forêt. Des étangs et des aires de pique-nique sont aménagés dans un cadre verdoyant.
- Le site des Falloises à Vertus possède des carrières souterraines abritant des chauves-souris et près de 130 voies d'escalade (difficulté de 3 à 7).
- Les marais de Saint-Gond sont une zone humide où la faune et la flore sont préservées (Réseau Natura 2000). Ils ont été un lieu stratégique lors de la campagne de France de 1814 et de la Bataille de la Marne (1914) en 1914.
- Des vues panoramiques sur le vignoble de la Côte des Blancs : Le Mesnil-sur-Oger, Vertus et Toulon-la-Montagne.
- Des villages possédant le label « villes et villages fleuris » : Bergères-lès-Vertus, Gionges, Givry-lès-Loisy, Le Mesnil-sur-Oger, Oger, Val-des-Marais, Vertus, Voipreux, Vouzy.
- Le parc éolien : 30 machines implantées sur les communes de Germinon et Vélye ; 6 machines sur les communes de Clamanges et Villeseneux.

### Culture et patrimoine
- Le vignoble de la Côte des Blancs - maisons de Champagne
- Les églises classées monument historique : Pierre-Morains, Vert-Toulon, Vertus
- Les églises accueillantes vous ouvrent leurs portes en juillet et août : Athis, Bergères-lès-Vertus, Oger, Pierre-Morains, Pocancy, Vert-Toulon, Vertus, Villeneuve-Renneville-Chevigny
- La réplique de la Grotte de Lourdes (Le Mesnil-sur-Oger). Construite en 1933, la grotte est aujourd'hui un lieu de prières.
- Le circuit historique de Vertus. Composé de 17 étapes, cet itinéraire pédestre permet de découvrir la cité médiévale, grâce à des panneaux d'information en Français et des brochures en anglais, allemand et néerlandais.
- Les ateliers artistiques : aquarelles, expositions, sculpture...
- Le champ de bataille de la Bataille de Fère-Champenoise du 25 mars 1814 (de Villeseneux jusqu'aux abords des marais de Saint-Gond, en passant par Clamanges et Ecury-le-Repos).

## Administration

### Siège
Le siège de l'intercommunalité était à Vertus, 36, rue du 28 août 1944.

### Liste des présidents
| Période                                  | Période       | Identité      | Étiquette | Qualité |
| ---------------------------------------- | ------------- | ------------- | --------- | --- |
| Les données manquantes sont à compléter. |               |               |           | |
| avant 2008                               | décembre 2016 | Pascal Perrot |           | Retraité agricole Maire de Vertus (1996 → ) Conseiller général de Vertus (1996 → 2015) Réélu pour le mandat 2014-2020, |

### Élus
La Communauté de communes est administrée par son Conseil communautaire, composé, pour le mandat 2014-2020,  de 51 conseillers communautaires, qui sont des conseillers municipaux  représentant chaque commune membre, répartis comme suit :
- Commune de 0 à 249 habitants : 1 délégué communautaire plus un délégué suppléant ;
- Commune de 250 à 499 habitants : 2 délégués communautaires ;
- Commune de 500 à 999 habitants : 3 délégués communautaires ;
- Commune de 1 000 à 1 499 habitants : 4 délégués communautaires ;
- Commune de 1 500 à 2 499 habitants : 5 délégués communautaires ;
- Commune de 2 500 à 2 999 habitants : 6 délégués communautaires  ;
- Commune de plus de 3 000 habitants : 7 délégués communautaires[12].

### Régime fiscal et budget
La communauté de communes perçoit une fiscalité additionnelle aux impôts locaux des communes avec FPZ (fiscalité professionnelle de zone) et avec FPE (fiscalité professionnelle sur les éoliennes).

## Compétences
Nombre total de compétences exercées en 2016 : 21.
L'intercommunalité exerce les compétences qui lui sont transférées par les communes membres, conformément aux dispositions légales.
La communauté exerce depuis fin 2014 la compétence réseaux de communications électroniques  (aménagement numérique du territoire).

## Projets et réalisations
- Point d'information touristique à Oger (ouvert de juin à septembre)
- Point d'information touristique (Communauté de communes de la Région de Vertus, ouvert du lundi au vendredi toute l'année)